# Dysmachus bulbosus
Dysmachus bulbosus là một loài ruồi trong họ Asilidae. Dysmachus bulbosus được Theodor miêu tả năm 1980. Loài này phân bố ở vùng Cổ Bắc giới và châu Á.